# گمینا وربکوویتسه

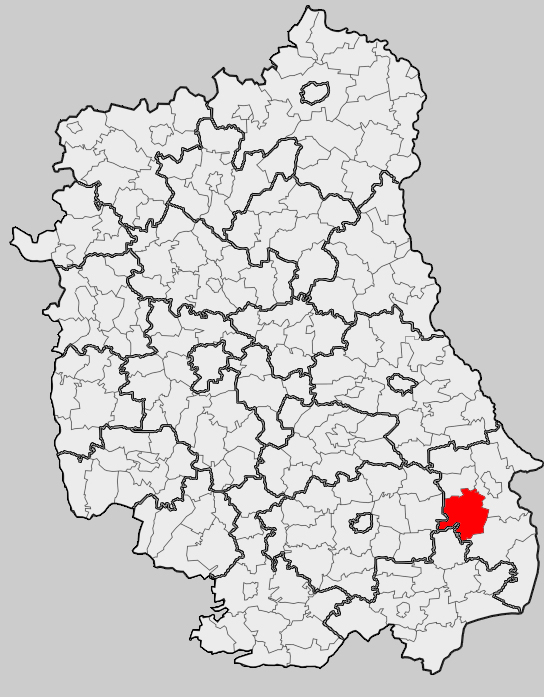
گمینا وربکوویتسه

گمینا وربکوویتسه (به لهستانی:  Gmina Werbkowice) یک گمینا در لهستان است که در شهرستان خروبیشوف واقع شده‌است. گمینا وربکوویتسه ۱۸۸٫۲۶ کیلومتر مربع مساحت و ۹٬۸۴۸ نفر جمعیت دارد.